# Trude Wollschläger
Gertrud „Trude“ Wollschläger verh. Ruppert (* 9. November 1912 in Duisburg; † 8. Juli 1975 ebenda) war eine deutsche Schwimmerin und Olympiateilnehmerin. Sie startete für den Duisburger Schwimmverein von 1898.
Bei den Olympischen Spielen 1936 in Berlin ging sie zusammen mit Hanni Hölzner und Martha Genenger über 200 m Brust an den Start, schied aber in 3:10,3 min im Halbfinale aus. Mit ihren im Vorlauf geschwommenen 3:08,5 min wäre sie für das Finale qualifiziert gewesen, allerdings hätte diese Zeit nicht für eine Medaille gereicht.
Im Jahr darauf (1937) gewann sie über 200 m Brust die deutsche Meisterschaft.